# حزب سوسیالیست نیکاراگوئه
حزب سوسیالیست نیکاراگوئه (Partido Socialista Nicaragüense) حزبی سیاسی سوسیالیست در نیکاراگوآ است.
حزب در سال ١۹۴۴ توسط Mario Flores Ortiz تأسیس شد. و در انتخابات مجلس ١۹۸۴ حزب ٢ کرسی دریافت کرد.
حزب El Popular را منتشر می‌کند.